# Laura Luisa Nayar Sosa

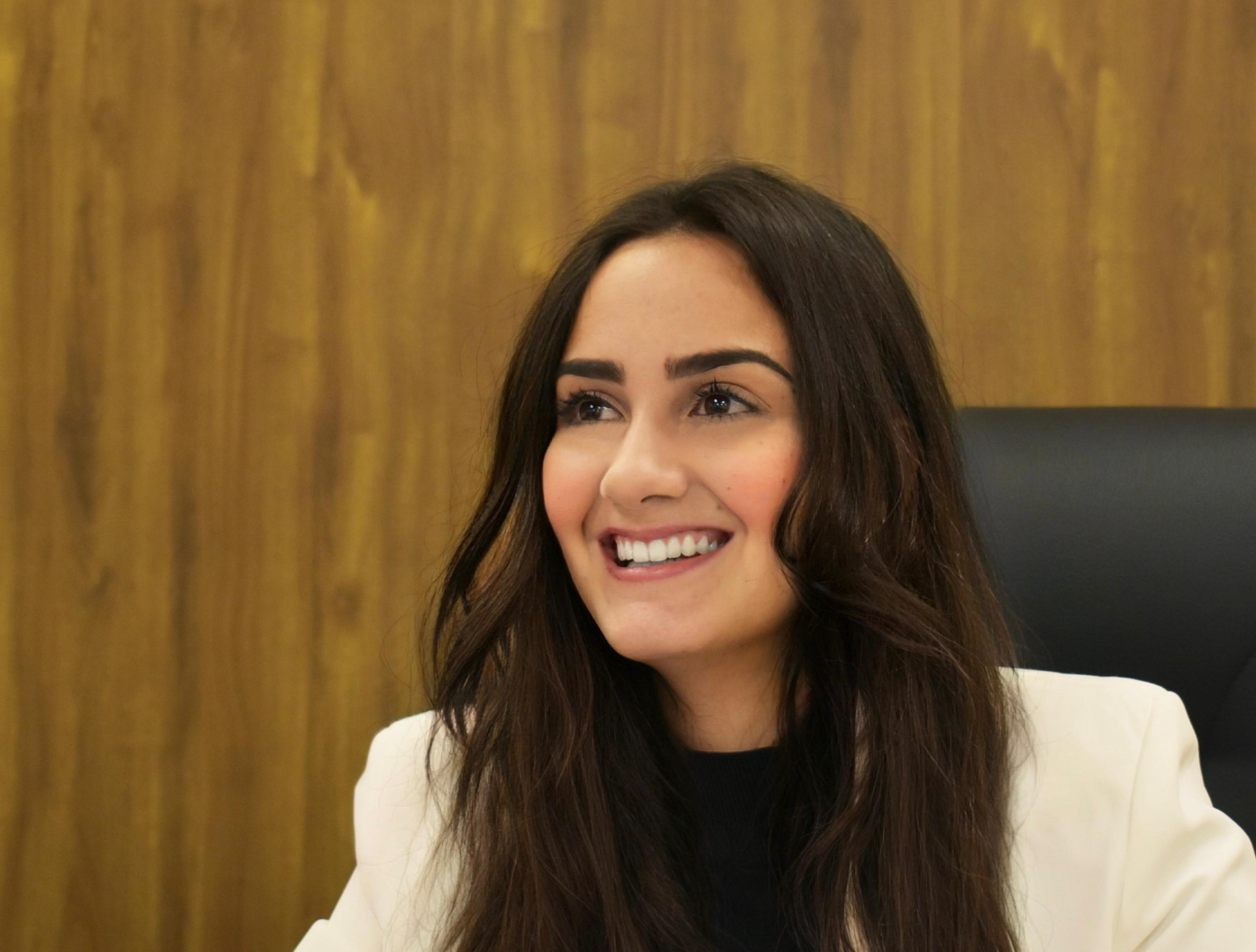
Laura Luisa Nayar Sosa (2024)

Laura Luisa Nayar Sosa (* 27. Januar 1995 in Santa Cruz de la Sierra, Departamento Santa Cruz) ist eine bolivianische Politikerin der Comunidad Ciudadana (CC), die seit dem 8. November 2023 Zweite Vizepräsidentin des Abgeordnetenhauses von Bolivien ist.

## Leben
Laura Luisa Nayar Sosa wurde als eines von fünf Kindern von Alex Nayar und Cristina Sosa geboren. Sie hat zwei Brüder und zwei Schwestern und begann nach dem Schulbesuch ein Studium der Geisteswissenschaften am Colegio Madre Vicenta Uboldi in Santa Cruz de la Sierra, welches sie 2012 mit einem Bachelor beendete. Ein darauf folgendes Studium der Rechtswissenschaften an der dortigen Universidad Autónoma Gabriel René Moreno (UAGRM) schloss sie 2016 ab und nahm daraufhin eine Tätigkeit als Rechtsanwältin auf. Nach einem postgradualem Studium an der UAGRM erwarb sie 2018 einen Abschluss in Internationalen Beziehungen sowie einen Master in Gesellschafts- und Internationalem Wirtschaftsrecht.
Bei der Parlamentswahl am 18. Oktober 2020 wurde Luisa Nayar auf der Liste der konservativen Comunidad Ciudadana (CC) im Departamento Santa Cruz zum Mitglied des Abgeordnetenhauses von Bolivien gewählt, des Unterhauses der Plurinationalen Legislativen Versammlung Boliviens. Ihr Stellvertreter wurde Jairo Jesús Guiteras Tobías.
Am 8. November 2023 wurde Luisa Nayar Zweite Vizepräsidentin des Abgeordnetenhauses für die Sitzungsperiode 2023/2024. Sie ist damit nach der Ersten Vizepräsidentin Verónica Challco Tapia zweite Stellvertreterin von Parlamentspräsident Israel Huaytari Martínez.